# 358 Apollonia
358 Apollonia este un asteroid din centura principală, descoperit pe 8 martie 1893, de Auguste Charlois.